# دياني بارويك
دياني بارويك (بالإنجليزية: Diane Barwick)‏ هي عالمة الإنسان كندية وأسترالية، ولدت في 29 أبريل 1938 في فانكوفر في كندا، وتوفيت في 4 أبريل 1986 في كانبرا في أستراليا.